# Chruślin (gromada)
Chruślin – dawna gromada, czyli najmniejsza jednostka podziału terytorialnego Polskiej Rzeczypospolitej Ludowej w latach 1954–1972.
Gromady, z gromadzkimi radami narodowymi (GRN) jako organami władzy najniższego stopnia na wsi, funkcjonowały od reformy reorganizującej administrację wiejską przeprowadzonej jesienią 1954 do momentu ich zniesienia z dniem 1 stycznia 1973, tym samym wypierając organizację gminną w latach 1954–1972.
Gromadę Chruślin siedzibą GRN w Chruślinie utworzono – jako jedną z 8759 gromad na obszarze Polski – w powiecie łowickim w woj. łódzkim, na mocy uchwały nr 33/54 WRN w Łodzi z dnia 4 października 1954. W skład jednostki weszły obszary dotychczasowych gromad Chruślin i Wojewodza ze zniesionej gminy Bielawy oraz obszary dotychczasowych gromad Lisiewice i Traby ze zniesionej gminy Jamno w tymże powiecie. Dla gromady ustalono 16 członków gromadzkiej rady narodowej.
31 grudnia 1959 do gromady Chruślin przyłączono wieś Guźnia, wieś Mystkowice, wieś Bocheń i kolonię Mystkowice Małe ze zniesionej gromady Bocheń.
Gromada przetrwała do końca 1972 roku, czyli do kolejnej reformy gminnej.